# أتالوس الثالث
أتالوس الثالث (مات 133 ق م) ملك بيرغاموم الأتالي وآخر ملوكها المستقلين وحكم بين عامي 138 – 133 ق م ولم يترك وصيا على العرش فسلم ملكه عند موته إلى روما التي نظمته لاحقا عام 129 ق م إلى إقليم آسيا.